# 思甜站
41°56′42″N 94°15′38″E / 41.94487244687492°N 94.26063537597656°E
思甜站位于新疆维吾尔自治区哈密市伊州区，是兰新铁路的一个车站，建于1959年，原名苦水站，1977年改为现名。距离兰州站1219公里，距上行车站景峡站12公里，距下行车站山口站23公里。该站隶属中国铁路乌鲁木齐局集团哈密车务段。

## 业务范围
- 客运：办理旅客乘降；不办理行李、包裹托运；
- 货运：办理整车货物发到